# Kislevelű fikusz

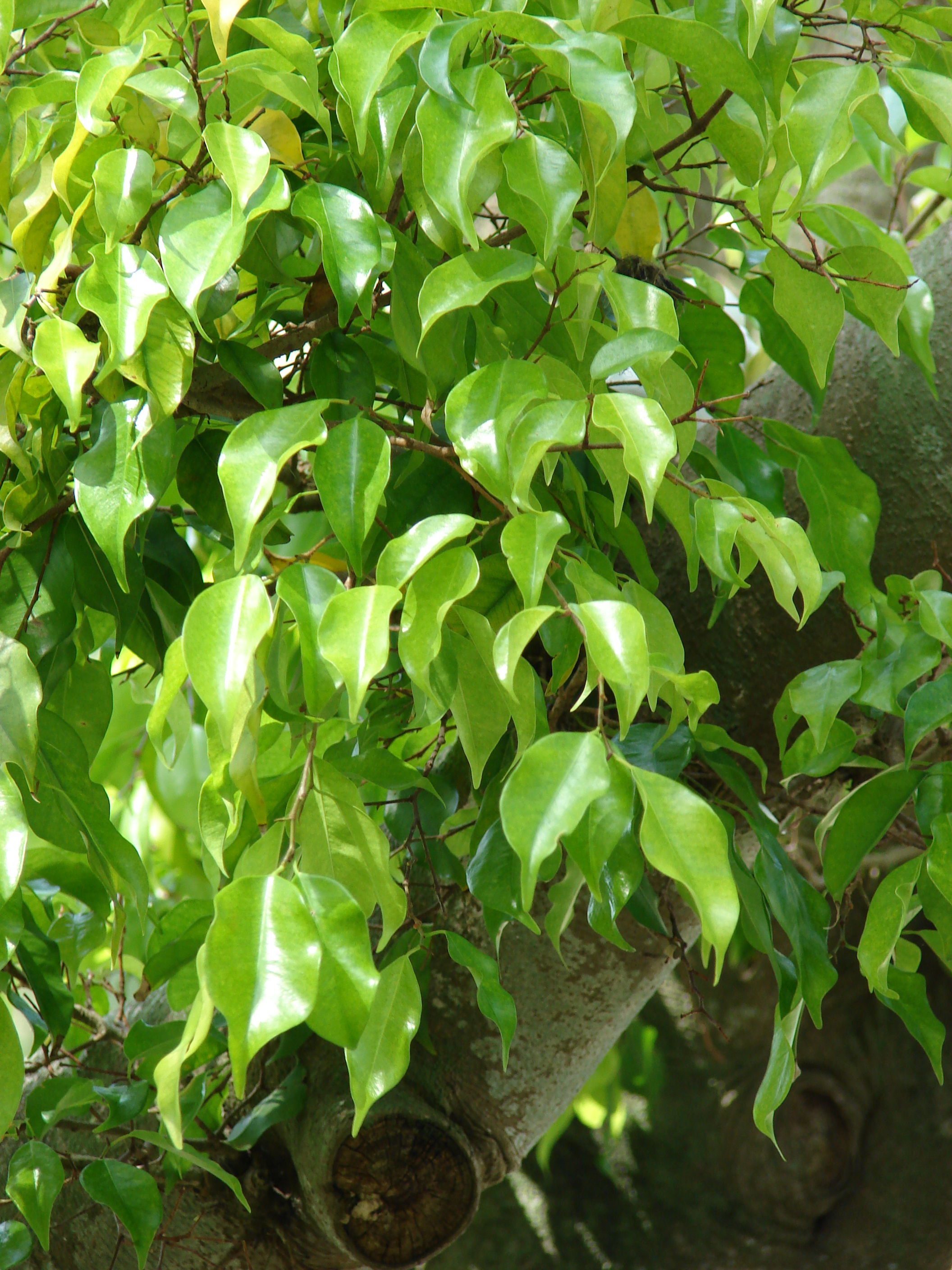
Levele (Midway-atoll, Sand Island)

A kislevelű fikusz (Ficus benjamina) a rózsavirágúak (Rosales) rendjébe és az eperfafélék (Moraceae) családjába tartozó faj. Magyar nyelvterületen csüngőágú fikusz, csüngőlevelű fikusz, kínai banyánfa neveken is említik. Időnként ugyancsak kis levelű fikusznak nevezik a F. benjaminához igen hasonló és dísznövényként ugyancsak kedvelt Ficus retusa fajt is.

## Származása, elterjedése
Őshazája Indiától az ausztráliai Queensland államig tart, de dísznövényként a világ számos trópusi, illetve szubtrópusi éghajlatú tájára betelepítették, egyebek közt:
- Madeirára (a parti sávban, 200 m magasságig),
- a Hawaii-szigetekre,
- a Midway-atollra.

## Megjelenése, felépítése
Kétszikű; kis vagy közepes termetű fa; hazájában akár 30 méter magasra is megnőhet. Kérge sima, barna. Törzsét gyakran léggyökerekkel támasztja meg.
Szórtan álló, sima levelei 6–13 cm hosszúságúra nőhetnek, egyszerűek, tojásdadok. A zöld levelek válla tompa, csúcsuk hegyesedik, a szélük ép. A vágások, sérülések helyén fehér tejnedvet eresztenek. A levélnyél rövid, a levelek erezete élre futó, szárnyas.
Jelentéktelen, kis virágaiból a fügére emlékeztető, mintegy 1 cm átmérőjű, zöld, gömbölyű makkocskák fejlődnek. A csonthéjas termést elhúsosodott lepellevelek burkolják be.
Egyes (kertészeti) változatok leveleit fehér vagy tojáshéjszínű foltok, sávok tarkítják.

## Életmódja
Örökzöld, de ősszel lehullatja néhány levelét. Általában nem önállóan áll, hanem más fákra tekeredik, támasztékul használva azokat.
Magas páratartalmat igényel, száraz helyen a leveleit rendszeresen permetezni kell. Nagyon fényigényes, de a direkt napfényt nem bírja. Hőigénye közepes, de az öntözővíz ne legyen hideg. A hőingadozást nem kedveli: nyáron 18–22 °C, télen 14 °C az ideális. A huzatra kimondottan érzékeny; ilyen helyeken ledobja leveleit. A tarka levelű fajták az alapváltozatnál több fényt és meleget igényelnek.
Ideális körülmények között gyorsan nő, jól tűri a metszést és az alakítást, így erős növekedését tavasszal vagy nyár elején mérsékelhetjük. Bokorrá is nevelhető: ehhez minden ágát a harmadára vissza kell vágni. Ilyenkor, ha az egyéb feltételek (napfénymentes, de világos hely, tápkocka vagy tápoldat stb.) is biztosítottak, a metszéseken elágazik, és ezzel a hajtások száma megkétszereződik.
A legjobban dugványról szaporítható.

## Felhasználása
A növény tejnedve mérgező, termése nem ehető. Kedvelt dísznövény.
Magyarországon gyakoriak az 1,5–2 m-es példányok, amelyek csüngő hajtásaikkal és kis zöld leveleikkel többnyire lakások vagy irodák díszei.

## Kártevői
Főképp a gombafertőzésre érzékeny. Tavasszal a levéltetű, a takácsatka és a pajzstetű károsíthatja.